# Iodato
Lo iodato è un'anione inorganico di formula IO−3. In senso più generale uno iodato è un qualsiasi sale contenente appunto l'anione IO−3, ottenuto per reazione dell'acido iodico con una sostanza basica (BOH): Quindi lo iodato è la base coniugata dell'acido iodico.
HIO3 + BOH → BIO3 + H2O

## Struttura e legami
La struttura dello ione presenta un atomo di iodio centrale, legato covalentemente a tre atomi di ossigeno, ed un doppietto elettronico libero collocato nell'orbitale ibrido sp3 dello iodio, in modo da conferire struttura geometrica trigonale piramidale alla molecola. I tre legami I-O sono identici sia per contenuto energetico che per lunghezza, ed hanno una natura intermedia tra un doppio legame ed un legame singolo. In questo senso, lo iodato può essere considerato come l'ibrido di risonanza definito dalle tre forme limite:
Lo ione, nel suo complesso, presenta una carica negativa netta dislocata in modo omogeneo sui tre atomi di ossigeno.

## Reazioni

### Redox
Lo iodato è uno dei numerosi ossianioni dello iodio e ha un numero di ossidazione di +5. Partecipa a diverse reazioni redox,
come la reazione oscillante dello iodio. Lo iodato non mostra alcuna tendenza a sproporzionare il periodato e lo ioduro, al contrario dello ione clorato.
Lo iodato si riduce con il solfito:
{\displaystyle {\ce {6HSO3- + 2IO3- -> 2I- + 6HSO4-}}}
Lo iodato ossida lo ioduro:
{\displaystyle {\ce {5I- + IO3- + 3H2SO4 -> 3I2 + 3H2O + 3SO4^2-}}}
Allo stesso modo, il clorato ossida lo ioduro a iodato:
{\displaystyle {\ce {I- + ClO3- -> Cl- + IO3-}}}
Lo iodato si ottiene anche riducendo un periodato con un solfuro. Il sottoprodotto della reazione è un solfossido.

### Acido-base
Lo iodato è insolito in quanto forma un forte legame idrogeno con il suo acido genitore:
{\displaystyle {\ce {IO3- + HIO3 -> H(IO3)2-}}}
L'anione H(IO3)−2 viene detto biiodato.

## Ossoanioni dello iodio
Lo iodio può avere stati di ossidazione −1, +1, +3, +5, o +7. Sono noti anche numerosi ossidi dello iodio neutri.
| Stato di ossidazione | −1     | +1        | +3     | +5     | +7          |
| Nome                 | ioduro | ipoiodito | iodito | iodato | periodato   |
| Formula              | I−     | IO−       | IO−2   | IO−3   | IO−4, IO5−6 |

### Annotazioni
1. ↑  I tioeteri possono essere ossidati a solfossidi dal periodato e il periodato viene ridotto a iodato.

### Fonti
1. ↑  (EN)  Nomenclature of Inorganic Chemistry (IUPAC Recommendations 2005). 6ed, Cambridge (UK), RSC/IUPAC (2005). ISBN 0-85404-438-8. p. 315. Versione elettronica.
2. ↑   iodato, su Treccani.it − Vocabolario Treccani on line, Istituto dell'Enciclopedia Italiana. URL consultato il 19 gennaio 2016.
3. ↑  (EN) Dizionario Merriam-Webster, su merriam-webster.com.
4. ↑  (EN) Phyllis A. Lyday, Iodine and Iodine Compounds, in Ullmann's Encyclopedia of Industrial Chemistry, Weinheim, Wiley-VCH, 2005,  pp. 382–390, DOI:10.1002/14356007.a14_381.
5. ↑  (EN) Chao Qiu, Sheng Han, Xingguo Cheng e Tianhui Ren, Distribution of Thioethers in Hydrotreated Transformer Base Oil by Oxidation and ICP-AES Analysis, in Ind. Eng. Chem. Res., vol. 44, n. 11, 2005,  pp. 4151-4155, DOI:10.1021/ie048833b.
6. ↑  (EN) Norman N. Greenwood e Alan Earnshaw, Chemistry of the Elements, unico, 2ª ed., Oxford, Butterworth-Heinemann, 1997, ISBN 978-0-08-037941-8.